# Bogotà Challenger (2004-2010)
Il Bogotà Challenger, noto come Copa Petrobras Colombia per ragioni di sponsorizzazione, è stato un torneo professionistico di tennis giocato sulla terra rossa che faceva parte dell'ATP Challenger Tour. Si giocava annualmente a Bogotà in Colombia dal 2004 al 2010.

## Albo d'oro

### Singolare
| Anno | Campione          | Finalista        | Punteggio     |
| ---- | ----------------- | ---------------- | ------------- |
| 2004 | Ramón Delgado     | Mariano Puerta   | 6–4, 7–5      |
| 2005 | Marcos Daniel (1) | Daniel Köllerer  | 6–2, 6–3      |
| 2006 | Diego Hartfield   | Daniel Köllerer  | 6–3, 7–5      |
| 2007 | Marcos Daniel (2) | Santiago Giraldo | 7–6(3), 6–4   |
| 2008 | Marcos Daniel (3) | Horacio Zeballos | 6–4, 4–6, 6–4 |
| 2009 | Carlos Salamanca  | Riccardo Ghedin  | 6–1, 7–6(5)   |
| 2010 | João Souza        | Reda El Amrani   | 6–4, 7–6(5)   |

### Doppio
| Anno | Campione                                 | Finalista                          | Punteggio           |
| ---- | ---------------------------------------- | ---------------------------------- | ------------------- |
| 2004 | Sergio Roitman Santiago Ventura          | Richard Barker Frank Moser         | 7–5, 6–4            |
| 2005 | Marcos Daniel Santiago González          | Frederico Gil Marcelo Melo         | 6–2, 7–5            |
| 2006 | Marcelo Melo André Sá (1)                | Eric Nunez Jean-Julien Rojer       | 6–4, 7–6(5)         |
| 2007 | Thomaz Bellucci Bruno Soares             | Marcel Granollers Santiago Ventura | 6–4, 4–6, [11–9]    |
| 2008 | Juan Sebastián Cabal Alejandro Falla (1) | Alejandro Fabbri Horacio Zeballos  | 3–6, 7–6(7), [10–8] |
| 2009 | Alejandro Falla (2) Alejandro González   | Sebastián Decoud Diego Álvarez     | 5–7, 6–4, [10–8]    |
| 2010 | Franco Ferreiro André Sá (2)             | Gero Kretschmer Alex Satschko      | 7–6(6), 6–4         |